# ラ・バングアルディア
『ラ・バングアルディア』（La Vanguardia, カタルーニャ語: [ɫə βəŋˈɡwardiə]; スペイン語: [la βaŋˈɡwarðja], スペイン語で「前衛」）は、スペイン・バルセロナに本社を置く新聞（日刊紙）。2011年まではスペイン語のみで発行されていたが、2011年5月3日からはスペイン語版とカタルーニャ語版の二言語版が発行されている。カタルーニャ州でもっとも読まれている新聞である。
ほぼカタルーニャ州のみで読まれているにもかかわらず、マドリードに拠点を置くエル・パイス、エル・ムンド、ABCに次いで、スペインの日刊紙として4番目の発行部数を誇る。フランコ独裁政権下ではフランコ主義イデオロギーに従っていたが、現在の政治思想は中道である。

## 歴史

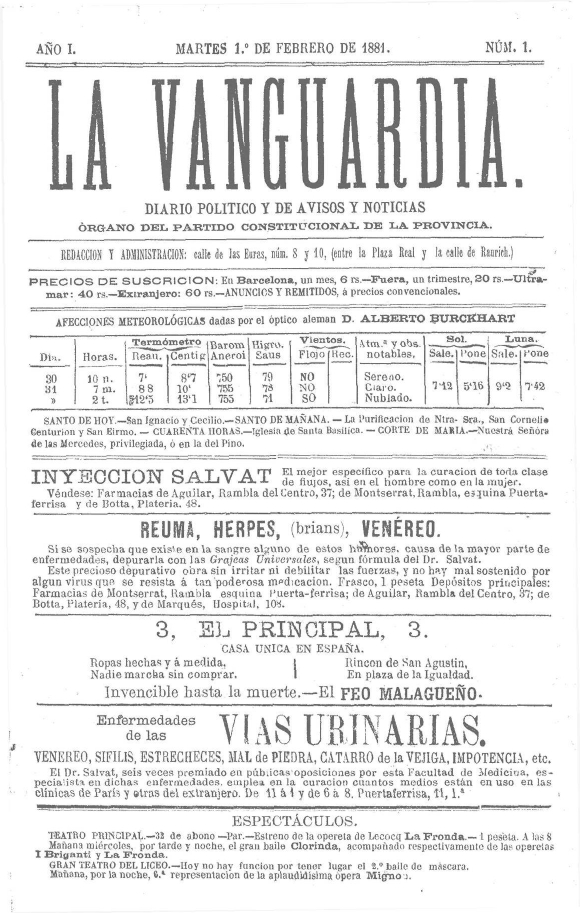
1881年2月1日の創刊号の一面

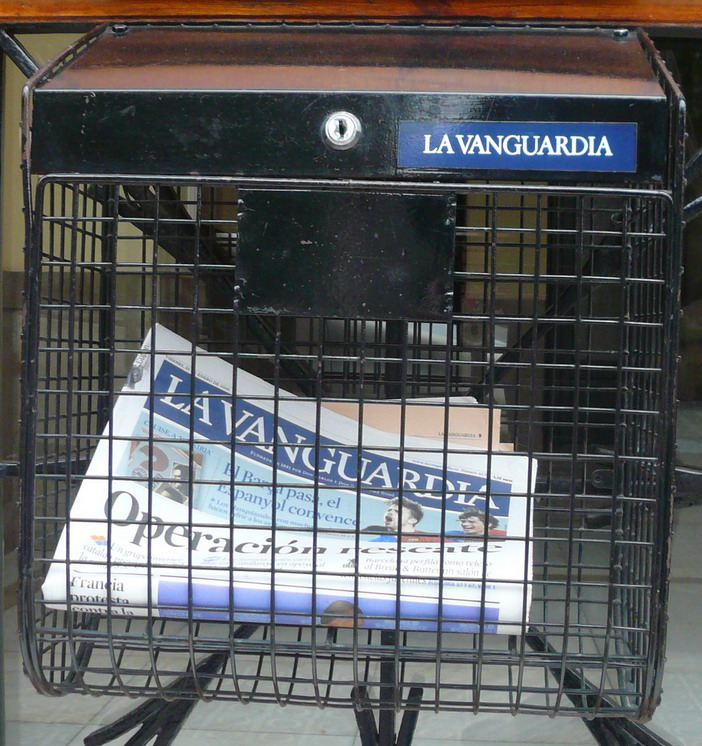
郵便受けに届けられた新聞

1881年2月1日、イグアラーダ出身の2人の実業家、カルロス・ゴドーとバルトロメ・ゴドーによって、バルセロナで創刊号が発行された。創刊時の紙名はディアリオ・デ・ロス・ポリティコス・デ・アビソス・イ・ノティシアス（発表と情報のための政治的新聞）であり、バルセロナ市議会の支配をもくろむリベラル党の機関紙として発行された。
1887年12月31日にはリベラル党機関紙としての発行を終えた。バルセロナ万国博覧会の初日である1888年1月1日には紙名をラ・バングアルディアに変更し、また政治的に独立した形態となり、朝刊と夕刊を発行するようになった。ラ・バングアルディアはスペイン最古の新聞のひとつであり、1880年代のアルフォンソ12世の王政復古から1970年代のフアン・カルロス1世の王政復古まで、すべての政体変更を経ても生き残っているカタルーニャ地方唯一の新聞である。
スペイン内戦が終結した1939年から民政移管期の1978年まで、フランコ独裁政権のイデオロギーに適応するために、紙名にエスパニョーラ(Española)という単語を冠していた。フランコ体制期にはマドリードのABCとともにスペインの二大日刊紙のひとつだった。
1966年にマヌエル・フラガ・イリバルネ情報・観光大臣が新聞・定期刊行物法を公布し、検閲が撤廃されて表現の自由への道が開かれると、1966年から1975年までのスペインでは1270社もの新聞社が開設された。1970年時点でラ・バングアルディアはスペイン最高の発行部数を持ち、マドリードのヤとともに発行部数20万部を超える2紙のひとつだった。この時にはABCと国営紙のプエブロが10万部から20万部で両紙に続いていた。1980年代の発行部数は約19万部であり、スペイン最高の発行部数を維持した。ABC、1975年創刊のエル・パイス、ヤ、プエブロ、エル・アルカサル、エル・インパルシアルがラ・バングアルディアに続いた。1970年代末から1980年代にかけて、集中と統一(CiU)と密接な関係にあった。1984年にはエル・パイスの発行部数が30万部を超え、ラ・バングアルディアは発行部数首位の座を明け渡した。1999年の発行部数は21万部であり、エル・パイス（44万部）、ABC（30万部）、1989年創刊のエル・ムンド（28万部）に次ぐ第4位だった。

## 特徴
2007年までベルリナー判（470mm×315mm）で発行されていたが、2007年10月2日からはタブロイド判（430mm×280mm）で発行されている。1994年にはSociety for News Design(SND)によって「世界最高のデザインを持つ新聞」に選ばれた。
ラ・バングアルディアは、1931年にカルロス・ゴドー・バルスが事業を引き継いだグルポ・ゴドー(Grupo Godó)の一員である。1987年にカルロス・ゴドーが死去すると、カルロスと妻のモンセラート・ムンタニョーラ・トリンシェットの息子であるハビエル・ゴドー・ムンタニョーラが引き継いだ。

## 発行部数
1970年の発行部数は221,451部であり、1975年は218,390部、1980年は188,555部だった。1993年の発行部数は208,029部であり、スペイン第5位だった。1994年の発行部数は207,112部であり、スペイン第4位だった。
2001年の発行部数は205,000部であり、2003年は203,000部だった。2006年6月から2007年7月の発行部数は209,735部であり、2008年は 213,413部、2011年は196,824部だった。

## 言語
2011年まではスペイン語版のみが印刷されていたが、2011年5月3日からはスペイン語版に加えてカタルーニャ語版も印刷されている。La Vanguardiaというスペイン語の名称は二言語版で使用されているが、カタルーニャ語版ではL'Avantguardaと変化する。カタルーニャ語版の創設前、編集者への手紙へのカタルーニャ語での投稿は、決して翻訳されずに原文のまま掲載されていた。

## 貢献者
- フリア・ギリャモン（英語版） – 著作家・文芸評論家。1994年から論評を行っている。
- キム・モンソー（英語版） – カタルーニャ語作家。コラムを持っている。
- フェルナンド・クラン（英語版） – チリ出身の漫画家。1984年から風刺漫画を担当している。
- セルジ・パミエス（英語版） – 著作家・翻訳者・ジャーナリスト。
- ピラール・ラオラ（英語版） – ジャーナリスト・著作家。コラムを持っている。
- シャビエル・サラ＝イ＝マルティン（英語版） – 経済学者。コラムを持っている。